# Sweet Emotion
Sweet Emotion è una canzone del gruppo statunitense degli Aerosmith estratta dall'album del 1975 Toys in the Attic. Scritta dal cantante Steven Tyler e dal bassista Tom Hamilton, è uno dei classici più famosi della band di Boston. Sweet Emotion fu il primo singolo della band ad arrivare nella top 40 (36º posto negli Stati Uniti). Nel 1991 fu rilanciata come singolo raggiungendo il 74º posto nel Regno Unito. Nella classifica delle più grandi canzoni di tutti i tempi stilata dalla rivista Rolling Stone figura al 408º posto.
In occasione del loro ingresso nella Rock and Roll Hall of Fame gli Aerosmith l'hanno eseguita insieme a Kid Rock.
Molti fans della band credono che il testo della canzone sia ispirato agli attriti che si erano creati tra i membri della band e la moglie di Joe Perry. Steven Tyler ha ammesso che solo una parte del testo fa riferimento a questo fatto.

## Video musicale
Un ragazzo chiama una linea erotica chiamata Sweet Emotion mentre è sotto le coperte, e dice alla ragazza che gli risponde di avere 26 anni. Alla fine si scopre che in realtà il ragazzo è un teenager, mentre la ragazza al telefono è una madre, che una volta terminata la conversazione torna tranquillamente a stirare. Nella maggior parte del video Joe Perry suona una Gibson Les Paul mentre l'assolo viene eseguito con una Fender Stratocaster. Il video è anche un omaggio al film Risky Business del 1983 dove un giovane Tom Cruise parla al telefono con una ragazza squillo.

## Formazione
- Steven Tyler – voce
- Joe Perry – chitarra solista, talkbox cori
- Brad Whitford – chitarra ritmica
- Tom Hamilton – basso
- Joey Kramer – batteria